# Lacinius (mythologie)
Ne doit pas être confondu avec Lacinius.
Lacinius ou Lakinios (en grec Λακίνιος) est un personnage de la mythologie grecque.

## Biographie
Brigand, fils de Cyrène ou de Pyrini, il devient le roi des Brutiens et donne son nom à Lakinius Akros. Il accueille Crotone en exil et le marie à sa fille.
Alors qu'il tente de voler les bœufs de Géryon, il est tué par Héraclès. 
Pour expier, Héraclès fonde plus tard le sanctuaire de Lakinia Héra.